# Toepolev Tu-114

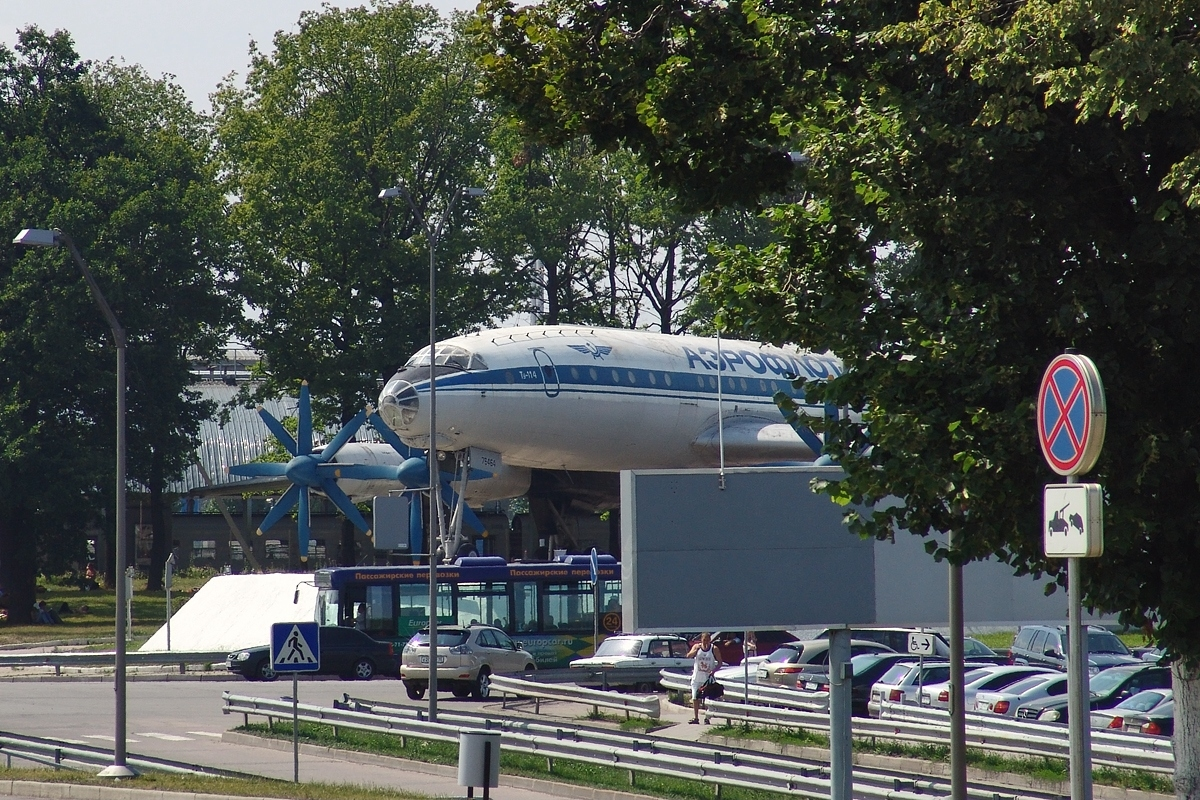
Tu-114 bij ingang luchthaven Domodedovo

De Toepolev Tu-114 (Russisch: Туполев Tу-114) (NAVO-codenaam: Cleat) was het eerste intercontinentale verkeersvliegtuig van de Sovjet-Unie. De eerste vlucht vond plaats op 3 oktober 1957. De Toepolev Tu-114 was tevens het snelste turboprop-passagiersvliegtuig dat ooit gebouwd is: het kon een snelheid van 861 km/h halen. In zijn tijd was de Tu-114 het grootste passagiersvliegtuig ooit: het bood plaats aan maximaal 220 passagiers en tien bemanningsleden.
De Tu-114 werd aangedreven door vier Kuznetsov Koeznetsov NK-12MV turbopropmotoren die op hun beurt elk twee AV-60H contra-roterende propellers aandreven. Ditzelfde aandrijvingssysteem wordt ook gebruikt op de bekende Toepolev Tu-95 "Bear" bommenwerper en de Tu-114 was een civiele versie van deze militaire bommenwerper.
De enige luchtvaartmaatschappijen die met de Tu-114 gevlogen hebben zijn Aeroflot, die het type in dienst had van 1958 tot 1975, en JAL, in co-uitbating met Aeroflot, voor de vluchten naar Moskou. Daarna is het type nog enkele jaren gebruikt door de luchtmacht van de Sovjet-Unie, onder andere als AWACS toestel, onder de naam Toepolev Tu-126 ("Moss"). De laatste van deze vliegtuigen werd in 1984 uit dienst genomen. Na het uiteenvallen van de Sovjet-Unie is nooit meer een vliegwaardig exemplaar van het toestel aangetroffen.
De militaire versie, de Toepolev Tu-95, waar het toestel van afgeleid is, wordt echter nog wel steeds door Rusland, Oekraïne en India gebruikt.

## Overige technische gegevens
- Leeggewicht: 91.000 kg
- Plafond: 39.370 voet
- Bemanning: 5 + 5 stewards of stewardessen
- Passagiers: 120 tot 220

## Trivia
In 2006 werd een Tupolev Tu-114, die bijna 30 jaar bij de entree van de Luchthaven Domodedovo stond, gesloopt. Het toestel werd in 1977 neergezet om te vieren dat Aeroflot het type 20 jaar zonder ongelukken in dienst had. Het toestel is echter in de jaren zo hard achteruit gegaan dat de luchthaven besloot het toestel te slopen.
Bommenwerpers: TB-1 · TB-3 · Tu-2 · Tu-4 · Tu-14 · Tu-16 · Tu-20 · Tu-22 · Tu-22M · Tu-26 · Tu-95 · Tu-126 · Tu-160

Gevechtsvliegtuigen: R-6 · Tu-28 · Tu-128  —  Verkenningsvliegtuigen: Tu-95 · Tu-142

Verkeersvliegtuigen: Tu-104 · Tu-114 · Tu-124 · Tu-134 · Tu-144 · Tu-154 · Tu-204 · Tu-214 · Tu-244 · Tu-334 · Tu-444

Overig/Experimenteel: ANT-1 · ANT-2 · ANT-4 · ANT-7 · ANT-16 · ANT-20 · ANT-58 · ANT-103 · Tu-70 · Tu-72 · Tu-75 · Tu-80 · Tu-85 · Tu-91 · Tu-96 · Tu-98 · Tu-102 · Tu-105 · Tu-107 · Tu-110 · Tu-116 · Tu-119 · Tu-125 · Tu-155 · Tu-156 · Tu-206 · Tu-216